# 阿科斯塔市 (莫納加斯州)

阿科斯塔市（西班牙語：Municipio Acosta），是委內瑞拉的一個市，位於該國東部莫納加斯州，首府設於聖安東尼奧德馬圖林，面積957平方公里，2001年人口16,836，人口密度每平方公里25.6人。